# Walter M602
O Walter M602 é um motor aeronáutico turboélice checoslovaco, produzido pela Walter para uso no Let L-610.

## Aplicações
- Let L-610